# Altmannsdorfer Kirche

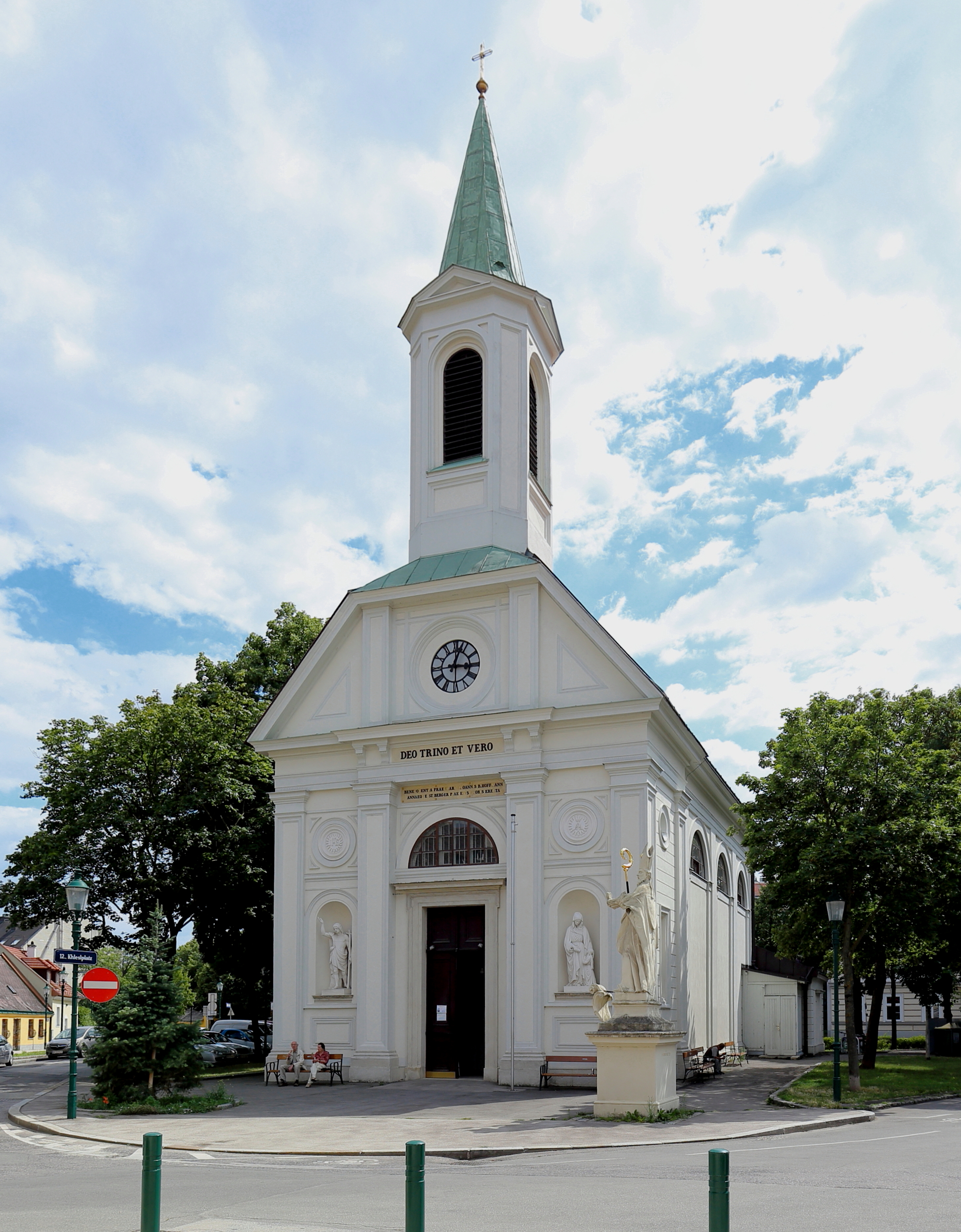
Altmannsdorfer Kirche

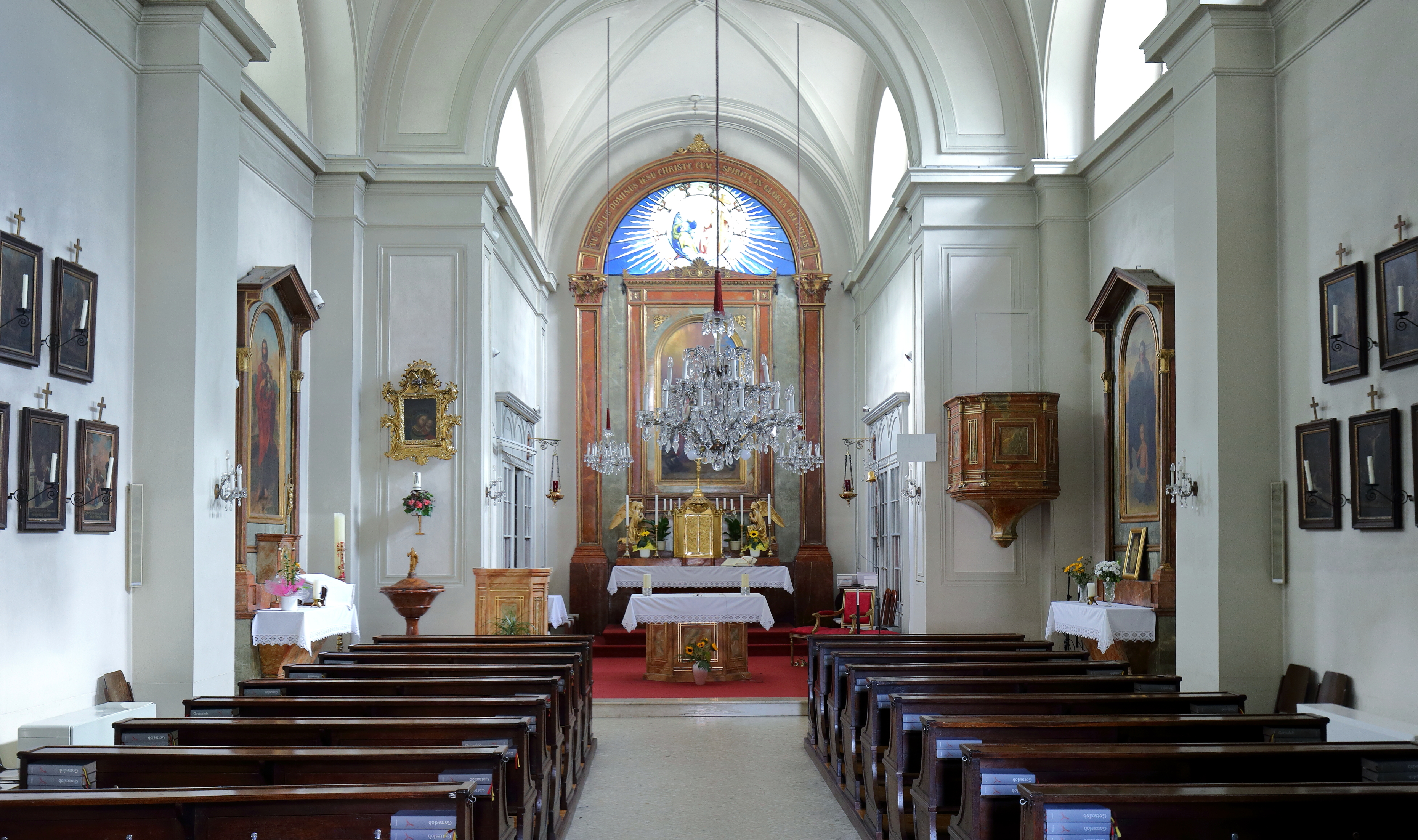
Innenansicht

Die Altmannsdorfer Kirche ist eine römisch-katholische Pfarrkirche, geweiht dem heiligen Oswald, im 12. Wiener Gemeindebezirk Meidling.

## Geschichte
Erstmals wird 1290 eine Oswaldkapelle in dem kleinen, ehemals südlich von Wien gelegenen Ort Altmannsdorf genannt. 1422 wird erneut eine Oswaldkapelle genannt, die zusammen mit der Herrschaft Altmannsdorf, einem Wirtschaftshof und Äckern 1444 vom letzten Besitzer Erhart Griesser den Beschuhten Augustinern auf der Landstraße vererbt wurde. Während der beiden Türkenbelagerungen Wiens wurde diese Kapelle zerstört, anschließend wieder aufgebaut. Die 1689 wiederaufgebaute Kapelle wurde 1783 aus der Pfarre Atzgersdorf, zu der sie bis dahin gehört hatte, herausgelöst und verselbständigt, da die Betreuung der Ortschaft Altmannsdorf innerhalb des weitläufigen Pfarrgebietes nur mehr unzureichend funktionierte.
Nach der Selbstständigkeit wurde 1784 ein eigener Ortsfriedhof, der Altmannsdorfer Friedhof eröffnet. Das Kirchengebäude befand sich in keinem guten Zustand und genügte den Erfordernissen einer Pfarrkirche nicht mehr. 1800 wurde zunächst der hölzerne Kirchturm durch einen gemauerten ersetzt. 1812 wurde der Orden der Beschuhten Augustiner aufgehoben und die Grundherrschaft erwarb 1818 Johann Baptist Hoffmann. Dieser weigerte sich zunächst, die erforderlichen Geldmittel für einen Neubau zur Verfügung zu stellen. Er stellte die Bedingung, dass eine eigene Empore für ihn und seine Familie errichtet würde, da es ihm nicht zuzumuten sei, gemeinsam mit den armen Ziegelarbeitern, die großteils die spärliche Bevölkerung ausmachten, in der Kirche zu sitzen. Als er aber in der sogenannten Warschauer Lotterie eine bedeutende Geldsumme gewann, änderte er seinen Sinn und ließ auf seine Kosten eine neue Kirche errichten. 1838 wurde das alte Gebäude abgerissen und nordöstlich davon ein Neubau errichtet, den nach Plänen des Architekten Franz Lößl der Baumeister und erste Bürgermeister von Altmannsdorf, Wenzel Hornek, 1838/39 ausführte. 1873 und 1926 wurde die Kirche renoviert, ebenso von 2002 bis 2004.

## Baubeschreibung

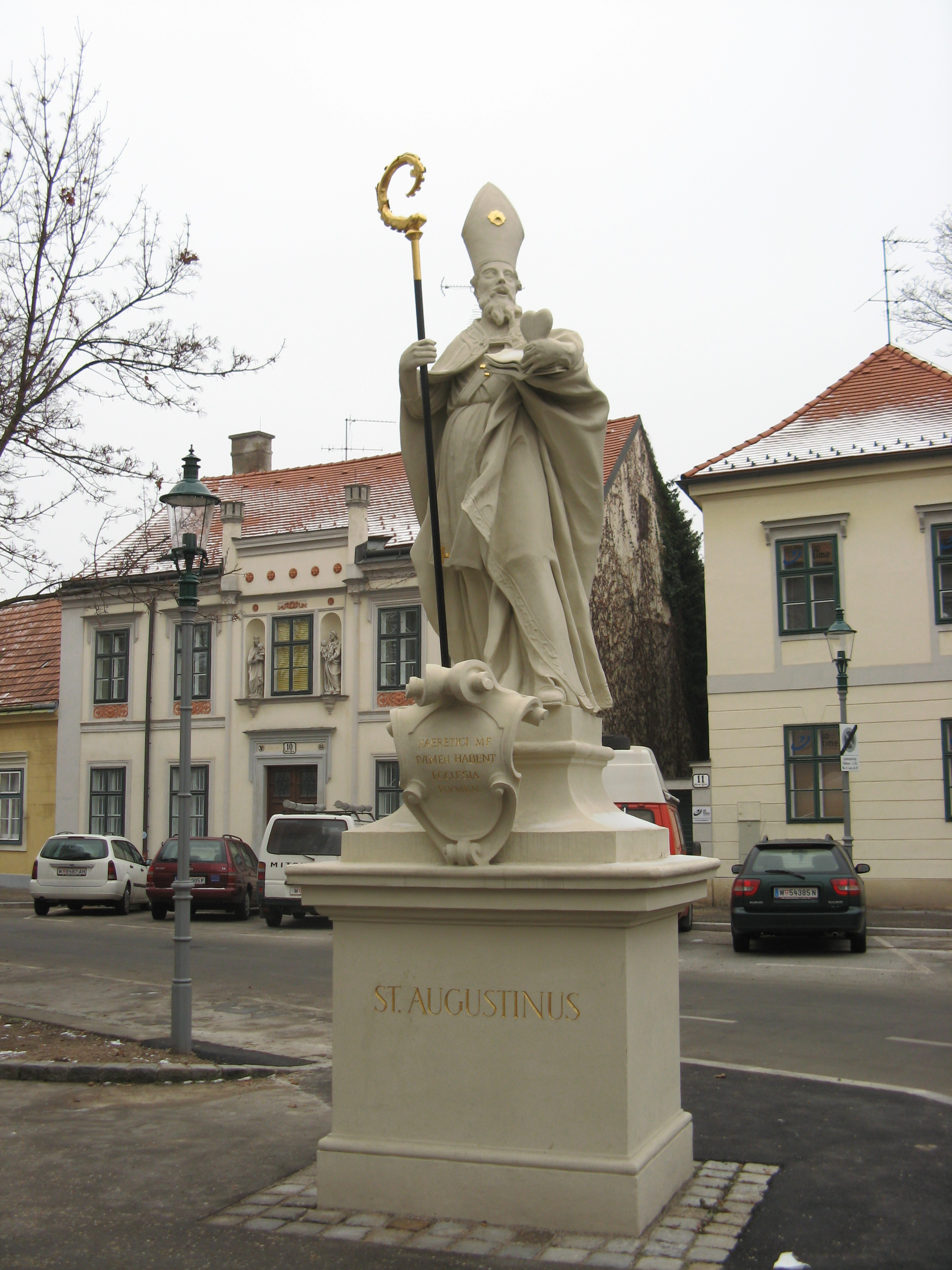
Statue des hl. Augustinus, dahinter der Pfarrhof

Die Kirche Zum heiligen Oswald befindet sich inmitten des historischen Ortszentrums von Altmannsdorf, inmitten des dreieckigen Khleslplatzes. Der gegenüber der alten Kirche um 90° gedrehte, nord-südlich ausgerichtete Bau ist eine einfache, einschiffige Kirche mit geradem Chorabschluss. Der Turm befindet sich an der Nordfront, wo neben dem Tor Statuen der Heiligen Johannes der Täufer und Anna mit Kind in Nischen angebracht sind. Die Figuren sind Anspielungen auf das Stifterehepaar, deren Namenspatrone die dargestellten Heiligen sind. Ihrer wird auch in einer Inschrift über dem Eingangsportal gedacht, wo es heißt: Durch die Wohltätigkeit des angesehenen Herrn Johann Baptist Hoffmann und seiner frommen Frau Anna Stiberger errichtet. Die lateinische Inschrift ist ein Chronogramm, in dem die hervorgehobenen Buchstaben in römischen Ziffern die Jahreszahl 1838 ergeben. Die Form der Kirche wurde später für die Meidlinger Pfarrkirche beispielgebend.

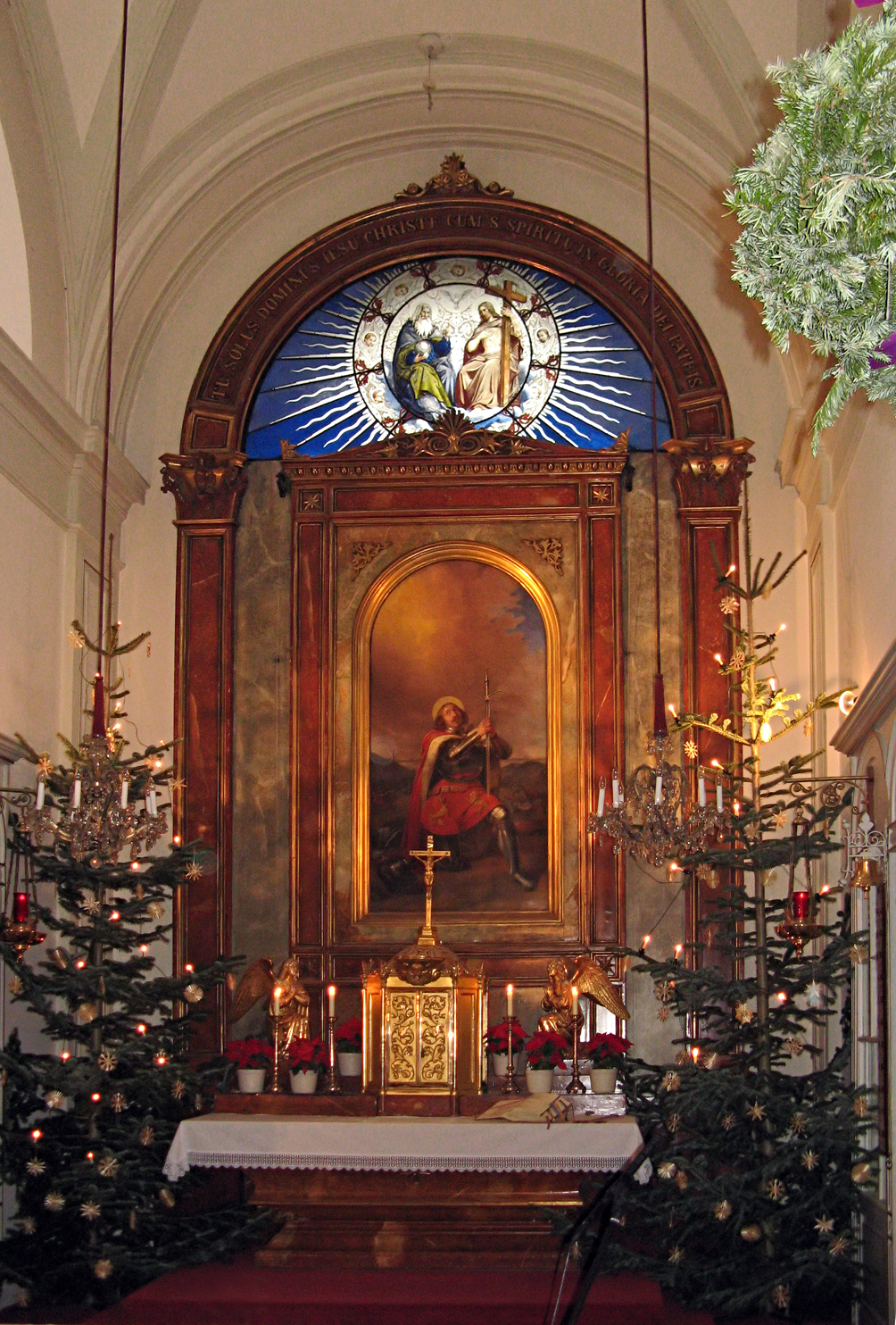
Hochaltar mit hl. Oswald von Johann Matthias Ranftl, 1834

Im Inneren der Kirche befinden sich, einige nazarenische Gemälde der bedeutendsten österreichischen Maler der ersten Hälfte des 19. Jahrhunderts. Der Hochaltar, der nach Plänen des Architekten Franz Lößl vom Tischler Friwitzer geschaffen wurde, trägt das Bild des heiligen Oswald vor der Entscheidungsschlacht gegen Cadwallon von Johann Matthias Ranftl aus dem Jahr 1834. Zwei kniende Engel und auch den Taufstein schuf der Bildhauer Johann Nepomuk Schaller. Über dem Hochaltar befindet sich ein Glasgemälde von Leopold Kupelwieser, das die Dreifaltigkeit darstellt. Am linken Seitenaltar sieht man den heiligen Johannes den Täufer in der Wüste (1839) von Joseph von Führich, am rechten Seitenaltar die heilige Anna (1838/39) von Eduard Steinle. Die Mutter vom guten Rat unter dem Bild Steinles stammt aus der alten Kirche. Unbekannte Meister schufen die kleinen Bilder Jesus vertreibt die Geldwechsler aus dem Tempel und Jesus heilt Kranke. Wahrscheinlich aus der alten Kirche stammen ein großes Holzkreuz aus dem 18. Jahrhundert sowie die Bilder Ankunft des Heiligen Geistes, Kreuztragung und Kreuzigung Christi. Die Orgel aus 1838 stammt von Joseph Seyberth.
Vor der Kirche steht eine überlebensgroße Steinfigur des heiligen Augustinus von 1723. Sie erinnert an die ehemalige Grundherrschaft der Beschuhten Augustiner in Altmannsdorf und war ursprünglich als Brunnen konzipiert. Unter dem Khleslplatz befinden sich zahlreiche Wasseradern, deren Kraft im 19. Jahrhundert derart abnahm, dass auch die Zuhilfenahme einer Pumpe für den Betrieb des Brunnens nicht genügte. Das verbliebene Wasser wird in einen Kanal abgeleitet, wodurch die Kirche und die Statue trockengelegt werden konnten.

## Pfarrhof
Auf Khleslplatz 10 befindet sich der Pfarrhof von Altmannsdorf. Hier stand ein Gebäude, das 1736 durch das Schottenstift von den Augustinern erworben wurde und seit 1783 als Pfarrhof diente. Mitte des 19. Jahrhunderts diente es kurze Zeit als Armenhaus. 1859 wurde es schließlich als einstöckiges Gebäude neu errichtet. Dabei wurden über dem Eingang zwei Figuren der Heiligen Maria und Josef mit Kind angebracht, die ursprünglich an der Kirche standen.